# Cabo Del Pozo
Das Cabo Del Pozo (spanisch, in Argentinien Cabo Benítez) ist ein Kap im Zentrum der Südküste der Gándara-Insel in der Gruppe der Duroch-Inseln nordwestlich der Antarktischen Halbinsel.
Chilenische Wissenschaftler benannten es nach José del Pozo, Hospital Corpsman auf der Arturo-Prat-Station im antarktischen Winter 1949, der in jenem Jahr an einer hydrographischen Forschungsfahrt nach Robert Island im Archipel der Südlichen Shetlandinseln beteiligt war. Der Namensgeber der argentinischen Benennung ist nicht überliefert.